# Jazda na suwak

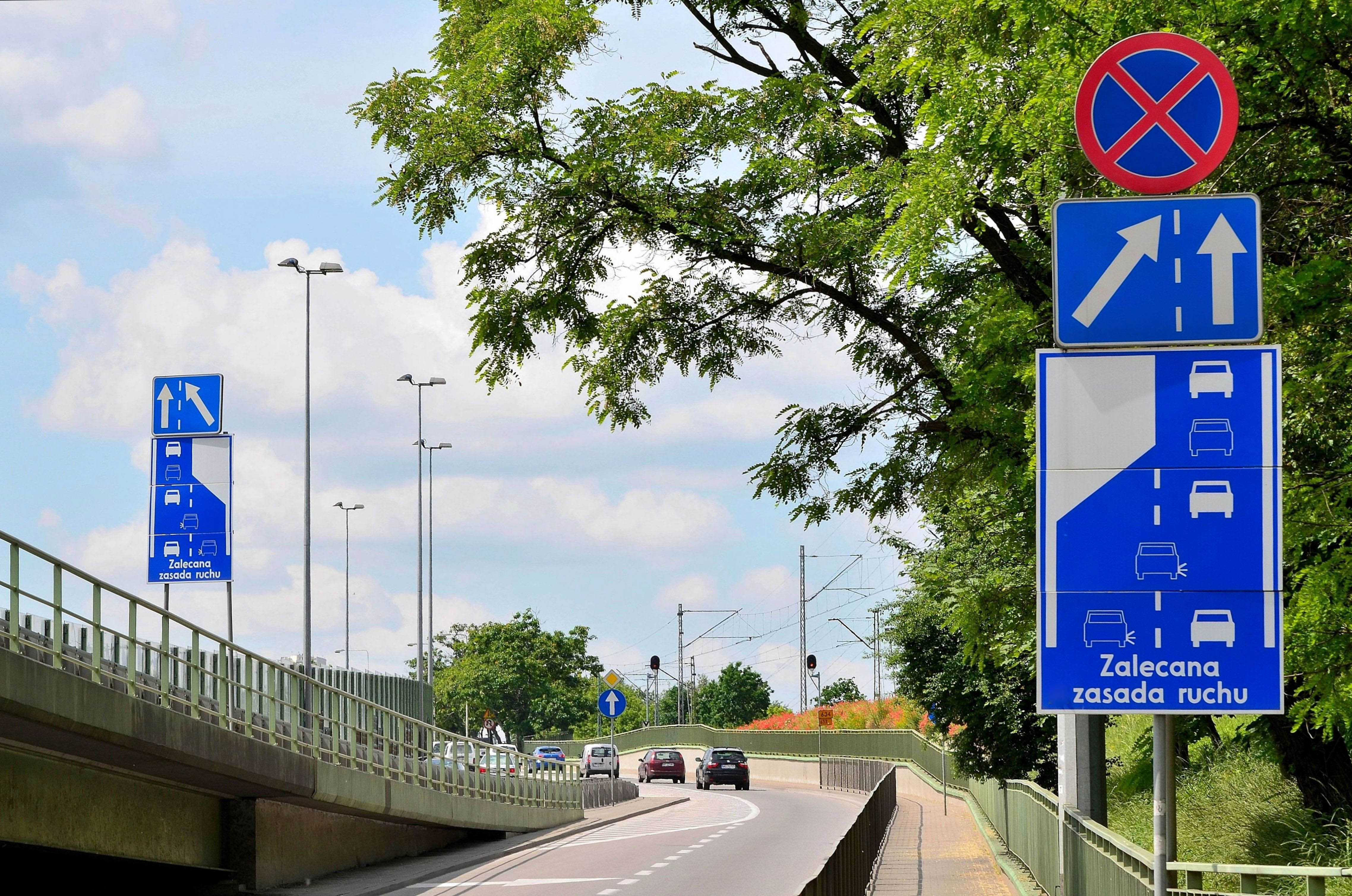
Znaki zalecające „jazdę na suwak” przy ul. Starzyńskiego w Warszawie (2014)

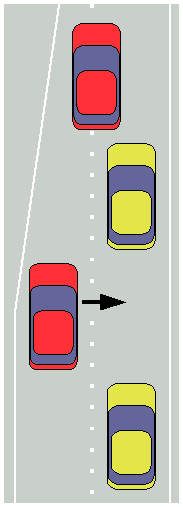
Zasada „jazdy na suwak” na jezdni z dwoma pasami ruchu

„Jazda na suwak” – metoda dojazdu do zwężenia jezdni, polegająca na kontynuowaniu ruchu na obu pasach do samego momentu zwężenia, a następnie przepuszczania przez każdy pojazd jednego pojazdu z pasa, który się kończy.
W wielu państwach zasadę jazdy na suwak regulują przepisy, np. w art. 7 pkt 4 Prawa o Ruchu Drogowym (StVO) w Niemczech:
Jeżeli na jezdni o wielu pasach ruchu w tym samym kierunku niemożliwa jest dalsza jazda jednym pasem lub też jeden z pasów się kończy, kierujący pojazdami znajdującymi się na sąsiadującym pasie jest obowiązany umożliwić zmianę pasa ruchu pojazdom znajdującym się na kończącym się pasie w taki sposób, aby pojazdy te zajmowały miejsce na pasie umożliwiającym kontynuację jazdy naprzemiennie z pojazdami już tam się znajdującymi („postępowanie na zamek błyskawiczny”).

## „Jazda na suwak” w Polsce
Znaki zalecające ten sposób zachowania na drodze pojawiły się w Polsce po 2000.
Zasada została uregulowana w kodeksie drogowym przez ustawę z dnia 16 października 2019 r. o zmianie ustawy Prawo o ruchu drogowym. Zgodnie z art. 22 ust. 4a i 4b znowelizowanej ustawy:

4a. W warunkach znacznego zmniejszenia prędkości na jezdni z więcej niż jednym pasem ruchu w tym samym kierunku jazdy, w przypadku gdy nie istnieje możliwość kontynuacji jazdy pasem ruchu z powodu wystąpienia przeszkody na tym pasie ruchu lub jego zanikania, kierujący pojazdem poruszający się sąsiednim pasem ruchu jest obowiązany bezpośrednio przed miejscem wystąpienia przeszkody lub miejscem zanikania pasa ruchu umożliwić jednemu pojazdowi lub jednemu zespołowi pojazdów, znajdującym się na takim pasie ruchu, zmianę tego pasa ruchu na sąsiedni, którym istnieje możliwość kontynuacji jazdy.

4b. W warunkach znacznego zmniejszenia prędkości na jezdni z więcej niż dwoma pasami ruchu w tym samym kierunku jazdy, w przypadku gdy nie istnieje możliwość kontynuacji jazdy dwoma pasami ruchu z powodu przeszkód na tych pasach ruchu lub ich zanikania, jeżeli pomiędzy tymi pasami ruchu znajduje się jeden pas ruchu, którym istnieje możliwość kontynuacji jazdy, kierujący pojazdem poruszający się tym pasem ruchu jest obowiązany bezpośrednio przed miejscem wystąpienia przeszkody lub miejscem zanikania pasów ruchu umożliwić zmianę pasa ruchu jednemu pojazdowi lub jednemu zespołowi pojazdów z prawej strony, a następnie jednemu pojazdowi lub jednemu zespołowi pojazdów z lewej strony.

Innymi słowy, w przypadku gdy droga dwupasmowa zwęża się do jednego pasa, kierowca jadący pasem, który nie zanika, musi wpuścić jedno auto z pasa zanikającego; po nim ten sam manewr wykonuje każdy kolejny kierowca. W przypadku drogi trzypasmowej każdy kierowca jadący pasem głównym ma obowiązek wpuścić naprzemiennie dwa auta (zgodnie z ogólną zasadą pierwszeństwo ma tutaj auto z prawego pasa). Beneficjentami „jazdy na suwak” są wyłącznie pojazdy z zanikającego pasa, które dojechały już do krytycznego punktu (nie mają możliwości kontynuowania jazdy).
Zasada „jazdy na suwak” ma zastosowanie w sytuacji, kiedy wskutek zwężenia utworzył się korek, i wszystkie pojazdy poruszają się w określonych w art. 22 ust. 4a i 4b „warunkach znacznego zmniejszenia prędkości”. Zasada nie obowiązuje więc m.in. na wjazdach na trasy szybkiego ruchu i stacjach paliw, tj. na pasach pozwalających na płynne włączanie się do ruchu.
Złamanie zasady „jazdy na suwak” jest zagrożone mandatem.

## Prawidłowe wykonanie
Pojazd wpuszczany:
- dojeżdża do końca dostępnego dla niego pasa jezdni,
- nie zmienia pasa jezdni wcześniej niż przed końcem swojego pasa, nawet jeśli widzi wolne miejsce na pasie sąsiednim,
- będąc wpuszczonym nie wpuszcza innych pojazdów.

Pojazd wpuszczający:
- wpuszcza dokładnie jeden pojazd z pasa, który się kończy i robi to dopiero przy końcu tego pasa, nie wcześniej,
- nie wpuszcza nikogo więcej ponad pojazd, który właśnie wpuścił.
- zachowuje odpowiedni odstęp od pojazdu poprzedzającego, by nie tworzyć fantomowego korka.

## Korzyści dla ruchu drogowego
- zmniejszenie wielkości (długości) korka,
- zmniejszenie agresji kierowców.
- zachowanie przepustowości zwężenia jezdni.
- dodatkowy pas za skrzyżowaniem w połączeniu z jazdą na suwak zapobiega blokowaniu skrzyżowania.